# بوريس ستيبانوف
بوريس ستيبانوف (بالروسية: Степанов, Борис Андреевич)‏ (22 أغسطس 1930 – 28 ديسمبر 2007) هو ملاكم روسي راحل، مثّل بلاده في الألعاب الأولمبية الصيفية 1956.

## روابط خارجية
بوريس ستيبانوف على موقع أوليمبيديا (الإنجليزية)